# Freddie (zanger)
Gábor Alfréd Fehérvári, beter bekend onder diens artiestennaam Freddie (Győr, 8 april 1990), is een Hongaars zanger.

## Biografie
Fehérvári begon, na een blessure waardoor hij niet verder kon met het basketballen, zijn muzikale carrière in 2010 in verschillende bands, maar raakte pas echt bekend in eigen land in 2014 door zijn deelname aan Rising Star, een talentenjacht. Hij eindigde daarin op de vierde plaats. Zijn eerste single, Mary Joe, werd een zomerhit in Hongarije in 2015. In de herfst van dat jaar nam hij zijn artiestennaam Freddie aan.
In december 2015 werd duidelijk dat Freddie deel zou nemen aan A Dal, de Hongaarse preselectie voor het Eurovisiesongfestival. Eind februari 2016 won hij de finale met het nummer Pioneer. Hierdoor mocht hij zijn vaderland vertegenwoordigen op het Eurovisiesongfestival 2016, dat gehouden werd in de Zweedse hoofdstad Stockholm. Hij werd er 19de.